# ロボダッチ
ロボダッチは、今井科学（イマイ）発売のプラモデルを基点とした作品、およびその世界観を構成するロボットキャラクター全般。キャラクターデザイン・原作は漫画家の小澤さとる（小沢さとる）。
メインのタマゴロー、ロボQ（現・ドラタロー）、ロボZ、ロボXらとそのバリエーション以外のキャラクターは「○○（モチーフ名）ロボ」という名称が多く、特徴の一つとなっている。
本稿では中心アイテムであるプラモデルを基本として記述する。

## 歴史

### 【1970年代】ロボダッチ誕生～黄金期
1975年、イマイは自社オリジナルキャラクター『ロボダッチ』のプラモデルを発売開始。TV-CMも放送され、瞬く間に大ヒットとなる。

#### 4点パック
300円で共通テーマの4体がシュリンクパックされたセット売りが基本だが、1体80円程度でバラ売りもされており子供たちの嗜好や経済事情に適応しており、特に人気を博すこととなった。小さいながらも2色成型のため、塗装をせずに組んでもそれなりの見栄えのするものであった。当初は接着剤を使用するものも一部に存在したが、はめ込み式に金型が改修され、より子供達に組み立てやすいフォーマットに統一された(その際に成型色も変更)。
入道ロボ、サスケロボ、ガマロボ、火トンロボ（通称・忍者パック）、モグラロボ、ライダーロボ、レーサーロボ、ジェットロボ（同・スピードパック）といった、後の再発売の機会の多い名キャラクターもこの時期に多数が生まれている。

#### スタンダード／デラックスなその他のラインナップ
4点パックの身近さとは別に、メカロボと呼ばれる4点パックより若干大きい2点セット（200円・以下いずれも初版時）、スプリングによる射出機能やゼンマイ走行可能なものを含む中型から大型のシリーズ（300～500円）、更に大きな基地（800～1600円）など、こちらも短期間に充実の商品展開を見せる。
大きな商品の中には、関節の緩みを防ぐためボルトとナットで補強するもロボダッチサーキットや、ポリキャップを使用するロボータ ダンプもあり、当時としては画期的であった。

### 【1980年代】ロボダッチ増殖～円熟期
1980年代は、セットものの充実やデザインの多様化と共に、パッケージや商品名の変更を伴う再発売が頻繁に行われる。

#### 大型ベースとミニロボダッチ
イマイは自社の「サンダーバード秘密基地」「マイティジャック秘密基地」を流用した島パーツに、多数のキャラクターをセットにした「ロボッ島」シリーズの大成功を経て、更なる豪華キットを開発して行く。
後述の「戦艦島」「大木」「宝島」など、大型ベースに付属の多数のミニロボダッチを配置するという構成は、多分にディオラマを意識したものと思われる。その流れに沿ったミニロボダッチは、小型化によって12点セットシリーズなど多くのキャラクターを同梱できるメリットもありつつ、後の2体1組×4箱の4点パック（300円）では安価で8体を揃えることができるという点もコレクション性を更に高めた。

#### 1980年代的展開
海賊タマゴローをはじめとする海賊もの、タマゴローネービーら水兵、『冒険ダン吉』『少年ケニア』の世界観のような冒険タマ吉などは、上記の「島」が先にあり、かつ海洋冒険漫画『サブマリン707』の小澤さとるの実績を考えると、ごく自然な流れであると言える。
同時期に絶大なブームとなったガンプラのテイストを加味したモビルタマゴローやタマゴローガンダスーツなどは、その最たるものと言える。更には、スペースシャトルブームによる宇宙もの、『超時空要塞マクロス』のガウォークの影響を受けたSF戦闘機、スタン・ハンセン、ハルク・ホーガンら外国人レスラーの活躍を受けたプロレス等、当時の流行が積極的に盛り込まれて行く。

#### ギミックの充実
ゼンマイ歩行の「テクテクロボダッチ」として、クロタマ（冒険タマ吉）が他の土着民族的なメンバーと共に登場。
また、チョロQブームを受け、かつての2点セットの多くはプルバック式ゼンマイ走行への仕様変更による「スーパーロボダッチ」としても再発売された。なお、ハンドルをはめて回す初期のゼンマイ走行シリーズ（ガマロボ、モグラロボ、レーサーロボ）は、再発売を重ねる中でゼンマイがオミットされていったが、逆にBB弾発射ギミックが追加となり「テクニカルロボダッチ」（ガマファイター、モグラジェット 、レーサーウルフ）としてリニューアルされた。
タカラのチョロQダグラム、チョロQボトムズや、バンダイのロボチェンマンに対抗するかのように、走行形態へ変形するフルチェンロボ（ロボダッチ PART II）も現れた。

#### 試行錯誤
1980年代中盤には○○ロボ以外の名称や、恐竜・動物・人間をストレートにモチーフにしたもの、また、小澤さとるの交通事故による療養等もあり、明らかに初期デザインとは異なるラインのキャラクターなどが増える。
こうして、小学生男子を中心に断続的に中規模のブームが起きてはいたが、1980年代後期に入るとファミコンブームの影響や、同時期にイマイから発売していたロボットアニメのプラモデルの不振などにより、徐々にロボダッチの新商品は散発的になって行く。

### 【1990年代】ロボダッチ新生～ユタカ版発売期
1990年代前半から「とびだせ!ROBODATCHi」版での再発売が続いた後、1990年代後半にはユタカからカラフルキットとして、塗装済み・はめ込み式で1980年代のミニロボダッチがリニューアル発売。2体入り500円（税抜き）で、ミニコミックや、サイコロ、シール等の付いた仕様であった。

### 【2000年代】ロボダッチ復活～アオシマ版発売期
2002年、イマイは営業を停止。
2005年、イマイからプラモデルの金型を引き継ぎ、サンエス/青島文化教材社（アオシマ）から発売されたクローズド・パッケージ仕様のミニロボダッチ24体の塗装済み・はめ込み式キットが、コンビニエンスストアや玩具店・ネットショップなどでヒット。2体入り300円（税抜き）。
2006年には同シリーズ第2弾として、70年代中期のブームを牽引した4点パック・シリーズ12体とレアカラーとして、人気キャラ「ガマロボ」「モグラロボ」のカラーバリエーション2体を1体入り300円（税抜き）で発売し、ヒットを重ねる。
2008年、アオシマより「戦艦島」「大木」「宝島」といった豪華キットが、当時の仕様に近い形で販売開始。食品玩具的な側面が強かった上記の2シリーズを除くと、本格的に模型店にロボダッチが並ぶのは約10年ぶりとなる。
2009年7月にアーケードゲームが稼動開始。しかし第2弾でシリーズ終了。
2009年秋にアニメ化予定が雑誌等で発表されていたが、その後の音沙汰はなくアニメ公式HPも閉鎖されている。

#### 2005年以降のブーム再燃を支えるもの
アオシマ版のヒットに関しては、高いクオリティや商品形態（中身が分からないことによる複数買いの喚起）が「チョコエッグ」等の食品玩具ブームを経た時期にマッチしたことや、2000年前後から国内のITインフラが急速に整備されたことによって、
1. 取り扱い店舗
2. いわゆる「大人買い」
3. ネットでの情報入手と購入の機会

が爆発的に増えたことが、ユタカ版の発売時期との決定的な異なり、子供達が欲しがり、親の世代が知っていて自然に買い与えることが出来る二世代キャラクターへと、ロボダッチが成長していたということも大きい。
2007年6月には、阿部サダヲがトーク番組『さんまのまんま』出演時に明石家さんまからガンダム世代と括られそうになった際に「僕はロボダッチの方が…」と語った他、1970年代当時のイマイ版CMソングをモノマネで歌い、インターネット上の検索ワードとしてロボダッチが急激に増加するという現象もあった。

#### ズッシリ!ダイカストシリーズ
2013年よりユニオンクリエイティブからダイキャスト製フィギュア「ズッシリ!ダイカストシリーズ」が発売。

## 主要キャラクター

### タマゴロー
卵型の体型に、頭には豆電球状のタマ・レーダー（別名・タマピカル）が付いている。お腹からロボダッチの入った卵型のカプセルを産むことが出来るという設定がある。
脚がタイヤになっているドライブタマゴローや、頭にローターが付いていて着陸脚を持つブンブンタマゴローというバリエーションもある。これらは、図解では「タマ・パーツ」としてタイヤやローターが小さくなってボディに収納されていると描かれているものもありパーツ換装されたタマゴローの一形態のようにも見えるが、ドライブタマゴローは初期のイラストでは、ボディが赤ではなく黄色になっていることも多く、セットになっているキットの構成や集合イラストに別に描かれている事から、別固体であるという解釈もあり、明確な公式設定があるものではない。
タマゴロー以外の下記の3体のメインキャラは、小澤さとるが入院中に食事と共に出た乳酸菌飲料の空き容器に、顔を描いたりストローで手足を付けたりして、病院にいる子供達を励ましていたことが、誕生のキッカケであるが、タマゴローに関しては、イマイと共にロボダッチを本格的に展開開始する際、「他に栄養のありそうなもの」として卵をモチーフとした主人公を追加する案が、久松文雄から小澤さとるにあったため、3体の円柱型ボディとは異なるデザインラインとなっている。
後に、弟のタマロクや、タマコ（タマコローラー）といった女性キャラも設定された。

#### バリエーション
ブンブンタマゴロー、ドライブタマゴローの他にも多種のバリエーションがあり、お茶ダッチ等「タマ」と名称に付かなくとも「タマゴローっぽい」意匠のキャラもいる。
- マシン基地 - 巨大なタマゴローの腹部に骨状の射出口があるは文字通り基地で完全にタマゴローとは別個体。
- タマゲタ - 下駄を履いていて脚を長く伸ばせる。
- タマコロン - ベルト状の円形パーツを装備して転がる。100てんランド版では単にタマゴローが手足を引っ込めた形態。
- タマコプター - ヘリコプターと合体したような形状。
- タマラン - 脚が複数付いていて走る。
- タマガサ - 頭に傘が付いている。
- カプセルタマゴロー - 頭部が透明なカプセル状の強化パーツを装着。回転翼が付いていて飛べる。
- モビルタマゴロー／モビルスーツタマゴロー - タマゴローが乗り込むらしきモビルスーツ的なメカ。
- タマゴローガンダスーツ - タマゴローがより戦闘的な強化パーツを装着した形。
- 海賊タマゴロー - 海賊帽、眼帯、義足、松葉杖といった海賊ルック。
- 冒険タマ吉 -
- タマクロ1号 -
- タマゴローネービー - 水兵の格好。
- キングタマゴロー - チャンピオンベルトをしたプロレスラーをイメージ。

### ロボQ（現・ドラタロー）
タマゴローの追加以前は主人公格で最初期のチラシなどでは、サイズやポジションの扱いが良かった。その後もタマゴローの相棒格という扱いであったが、戦車や機関車をモチーフにしたバリエーションのイラストがありながら発売されなかったりと、不遇な扱いを受ける。タカラがチョロQの類似商品の発売を防ぐため、ロボQの名を登録した事により青い頭部とボディで、顔の目から下と腹と手足が白く、赤い首輪の真ん中に付いているものが黄色で、オマケに頭にプロペラを装着していたデザインに変更しドラタローと改名されてからは、神出鬼没な風来坊的なキャラとなり出番が減ることとなる。
ドラタローへ変更後も、ロボQのバリエーションの「海賊ロボQ」としてミニロボダッチで製品化されたことがある。ユタカのカラフルキットでは、お腹のQマークが二重楕円のドラタロー状態の金型であるがロボQの名称で、更にカラーリングがオリジナルのロボQとも若干異なるものであった。オフィシャルサイトではオリジナルのロボQの絵が使用されている。

### ロボZ（ロボゼット）
タマゴローのライバル。タマゴロー同様に多数のバリエーションがあるが、戦車・戦闘機などを含むデザインとダークな色彩は、ロボダッチには珍しく戦闘的な要素が強調されている。特にそれらを配備し、ロボZ自身を模した巨大な「Z基地」がある。りりしい眉毛風の張り出しのある目をしているが、最初期の販売キットの目は横に広がった形をしていた。

### ロボX（ロボテン）
ロボZの弟分。ちょっぴりエッチという性格付けがされていた。ロボZとセットで扱われることが多いため、多くの時代において商品化の機会には恵まれている。

## コミックス
1975年、『たのしい幼稚園』にて連載開始。
1982年、『100てんランドコミックス』（双葉社）より、描き下ろし単行本1・2巻が発売。同年『100てんコミック』への連載も行われる。
1983年、『100てんランドコミックス』として描き下ろし100てんコミック連載分3話を含む単行本3巻が発売。単行本2巻以降は、小沢さとるとメモリーバンク名義。
100てんランド版のタマゴローは変身によって（変形ではない）ブンブンタマゴローやドライブタマゴロー、タマゲタ等になる。ストーリーは、パソコンの欲しい小学生のバンガイ君の元へ、漫画家の「おざわ・さとる」から「タマコン」が送られてくるという、1980年代らしいもの。その他「大変洋」など初期からのイラストでも見られた設定が活かされている部分もある。

## プラモデル関連の小冊子
- ポケットマンガ：初期の300円の中型モデル以上の商品に封入。こちらでも、タマゴローからドライブタマゴローやブンブンタマゴローになるシーンがある。
- ロボダッチ手帳：初期のプラモデル封入のチラシにて、抽選プレゼントのキャンペーンを行っていた。時期によってバージョンがいくつかあり、後に販売もされるようになった。
- ロボダッチファン：1983年に模型店などで扱われていた小冊子。100円の号と50円の号があり、10号まで発行された。内容は、商品情報やファンからの投稿の他、趣向を凝らした企画が掲載されていた。

## プラモデル以外の主な商品

### 1970年代・80年代

#### ダイカスト（ダイキャスト）玩具
タカラ（現・タカラトミー）発売。TV-CMが放送され、イマイ版とは別のCMソングもあった。ボディや足（靴）等がダイキャスト製でキャラクターによっては頭部や手足その他のパーツ等はプラスティック製。ミクロマンと共通の5mmジョイントを使用。
特にプラモデル版と異なる要素をもつキャラクターを以下に記す。
- メカタマゴロー - 他のシリーズよりも二周り以上の大きさがあり、プラスティック製となっている。箱の商品名に小さめに「メカ」と付いており、頭の豆電球が光る、歩行する、お腹から極小のロボダッチ入りのカプセルを打ち出すなどの玩具上の特長がある。
- ガマ忍者ロボ - ガマロボ本体の背中を開けると、忍者ロボが中から出てくるギミック。
- ヒコーキタマゴロー／消防ロボQ／ローラーロボZ - それぞれ、下記のように単体で発売された後、オリジナル設定によるビークルのパーツとセットでも発売された。

その他、ブンブンタマゴロー／ロボQ／ロボZ／ロボX／野球ロボ／フットボールロボ／ライダーロボ／モグラロボなどは、プラモデル版と大きくデザインや設定は変わらないが、膝関節のある長い脚に取り替えられたり、お尻のボタンを押すとプップッとオナラをするなどキャラクターに合わせたギミックが盛り込まれ、プレイバリューの高いシリーズ。

#### ソフビ人形
ソフビ人形をオンダが発売。タマゴロー、ロボQ、ロボZ、ロボXの4種。ソフビ（ソフトビニール）の特性を活かした温かみのある造型や、現在の目で見ても丁寧なカラーリング。

#### 消しゴム人形
丸越、オンダ、マルカ発売。丸越版はいわゆる20円ガチャガチャサイズで、最も種類が豊富。プラモデル以上に当時のイラストに似ている。オンダ版は若干大きく、目には透明の半球の中に動く黒目パーツが入っている。こちらはメインキャラが商品化。マルカのモビルタマゴローはブリスターパックに入った大型商品で、パワードスーツ部分から着脱可能なタマゴロー本体が、さら上下に分割しマトリョーシカのごとくミニタマゴローが現れる脅威のギミックを有する。

### 1990年代以降

#### ポケットダッチ・ヒーローセット
イマイ発売。ガシャポンHGシリーズなどの塗装済みミニフィギュアのブームを迎えていた1990年代後半の商品。ボールチェーン付き。ジャンケンバトルゲームの要素に色によるグループ分けがあり、ロボZが赤く、ロボXが青い。
ユタカからも、これに近い仕様で塗装済みミニフィギュアが発売された。

#### ロボダッチ・シール列伝
アマダ／ユタカ発売。上記に続き、コンビニエンスストア等で袋入りのシールとして発売。

#### アパレル展開
E hyphen world galleryにて、2009年の秋のTVアニメ放映開始予定の告知と共に発表。CUTiE2008年6月号にて平山あやをモデルとしてロボダッチをテーマにしたファッションが披露された他、Amazon.co.jpでもロボダッチTシャツの取り扱いが開始されるなど、拡がりを見せている。

## その他、豆知識
- 各ロボダッチ（特にタマゴロー）は、イラストの吹き出し等で語尾に「～だっち」と付けて喋っていることが多い。
- CMソングでも歌われている通り、ロボダッチの名前の由来は「ロボットの友達」から来ている。小澤さとる本人によると子供達に分かり易いメッセージとしてそのようにしたが、本来はフランス語のDOUCHE（シャワーの意）が語源であり、キャラクターを次々と産み出そうという意図が反映されているという。
- ロボダッチのプラモデルは販売の時期によっては、箱絵、成型色、商品名、セット内容、ギミックやディテール等が激しく異なっている。

## アーケードゲーム
『ロボダッチ はちゃめちゃ大合戦!』
メトロ開発のアーケードゲーム。他社のトレーディングカードを使ったゲームとは違い、『爆熱拳闘機 ギアロボ』や『かおチェンバトル ガンメングランプリ』同様、専用の円形チップ『ロボダチップ』をスキャンしてバトルをプレイする。2009年7月17日より第1弾が稼動、2009年11月に第2弾まで発表されたものの、2010年初旬には稼動終了している。
登場キャラクター
- 第1弾
  - タマゴロー
  - タマコローラー
  - ロボX
  - ドーロローラーロボ
  - モグラロボ
  - 火とんロボ
  - せんせいロボ
  - コックロボ
  - サッカーロボ
  - 野球ロボ
  - ジェットロボ
  - すもうロボ

- 第2弾
  - ロボZ
  - タマロク
  - ロボQ
  - テニスロボ
  - 医者ロボ
  - 入道ロボ
  - サスケロボ

## CM曲・アレンジカバー
- 8bit Projectの2ndアルバムに、ファミコンサウンド風のインストゥルメンタルで、1970年代中盤のイマイのCM曲がカバー収録されている。

## 同時期にイマイから発売されたオリジナルキャラクター商品
- カーダッチ（ロボッカー） - 1970年代中盤から後半にかけてのスーパーカーブームの影響か、自動車をモチーフとしたシリーズ。多くは、フロントガラスに顔があり、屋根やボンネット、車体先端のエンブレム等に、人差し指を前に向けたような「シグナルハンド」が付いている。当初はロボダッチの兄弟分的な位置づけであったが、後にロボダッチシリーズへ編入された。

## 他の漫画やアニメ作品でのパロディ・オマージュ等
- 『こちら葛飾区亀有公園前派出所』単行本第68巻「聖なる夜の大天罰！の巻」にて、主人公である両津勘吉が立ち寄った模型店の棚に「ロボダッチ」と印刷されたプラモデルの箱がある。
- 『ケロロ軍曹』
  - 単行本第6巻「第四拾六話 東京日向家之怪宇宙人!!…の巻」の表紙が「ロボッ島 大島」のパッケージイラストを基にしたと思しきキャラの配置や行動となっている。モグラロボ、水中ロボなどの元デザインも活かしたパロディの他、海エリアの「大変洋」は「シャー専洋」と書かれている。
  - 単行本第7巻「第伍拾六話 五人目参上！ ドロロ伝。…の巻」にて、主人公であるケロロが、幼少期にドロロの大切にしていたタマゴローを、誤って壊したまま黙っていたことを涙ながらに告白・懺悔するシーンがある。アニメ版では著作権に配慮してか、壊したのはジオン軍の紋章の入ったオルゴールに変更されている。
  - TVアニメ『ケロロ軍曹』第108話Bパート「冬樹＆桃華 ドクタークルルの島 であります」にて、ケロロ達がモグラロボ、ロボZ、ブンブンタマゴローに似たメカに乗る。また、舞台となる島の全景はロボッ島（大島）に似ている。なお、メカ3機が合体するとアトランジャー風のスーパーロボットになる。
- 『かってに改蔵』単行本第4巻「忘れてたとも!!」にて、友達ランクの判定基準で最も低いEランクで、めやすとなる友情が「テレフォンショッキングで紹介するくらいの友達」、技が「ロボダッチ」と紹介されている。